# Lőwy
A Lőwy (héberül: לֵוִי; előfordul még: Löwy, Lőw, Lévy, Lévay, Lévai változatokban is) zsidó eredetű vezetéknév. Jelentése: Lévi utódja, lévita. Számos magyar zsidó viseli ezt a vezetéknevet.

## Nevezetes Lőwyk
| לֵוִי           |
| Héber írással |

|  | - Júda Löw ben Becalél - Lőwy Béla - Lőwy Dániel - Lőwy Ferenc - Farkas Mihály (politikus) (szül: Lőwy Hermann) - Lőwy Izsák, Újpest első bírója - Lőwy Sándor - Löw Móritz | - Lőw Immánuel - Lőw Lipót - Loew N. Vilmos - Lévai Miklós - Lévai Oszkár - Lévai Sándor (lapszerkesztő) - Lévay Henrik |